# Japan Record Awards 2014
La 56ª edizione dei Japan Record Awards (第56回日本レコード大賞?, Dai 56-kai Nihon rekōdo taishō) si è svolta al New National Theatre di Tokyo il 30 dicembre 2014 ed è stata presentata da Shin'ichirō Azumi e dall'attrice Yukie Nakama (al debutto nella conduzione della kermesse), affiancati da Erina Masuda e Akiyo Yoshida. È stata trasmessa dall'emittente televisiva giapponese TBS, dalle ore 18:30 alle 22:00.
Gli artisti premiati in quest'edizione sono stati i Sandaime J Soul Brothers con il brano R.Y.U.S.E.I.

## Artisti premiati
Japan Record Award
- Sandaime J Soul Brothers – R.Y.U.S.E.I

Best Song Award
- AAA – Sayonara no mae ni
- AKB48 – Labrador Retriever
- Ikimono Gakari – Netsujō spectrum
- Kana Nishino – Darling
- Kiyoshi Hikawa – Choi to kimagure wataridori
- Kyary Pamyu Pamyu – Family Party
- Sandaime J Soul Brothers – R.Y.U.S.E.I
- Sekai no Owari – Honō to mori no carnival
- Southern All Stars – Tokyo Victory
- Yuzu – Ame nochi hallelujah

Best Vocal Performance Award
- Atsushi (Exile)

Best New Artist Award
- Mariya Nishiuchi

New Artist Award
- Mariya Nishiuchi
- Sakurako Ōhara
- Solidemo
- Yuki Tokunaga

Special Award
- Yo-kai Watch

Special Popular Music Award
- Hiroshi Itsuki

Special Movie Music Award
- Frozen - Il regno di ghiaccio

Best Album Award
- Mariya Nishiuchi – Trad

Excellence Album Award
- Akai kōen – Mōretsu rhythmics
- Juju – Door
- Sayuri Ishikawa – X - Cross II
- Yoshida Yamada – Yoshida Yamada

Best Composer Award
- Shō Kiryūin (Golden Bomber)

Best Songwriter Award
- Makoto Kitajō

Best Arranger Award
- Masahito Maruyama

Planning Award
- Kumi Iwamoto – Uta komachi: Shōwa uta no kataribe (King Records)
- Motohiro Hata – Evergreen (Sony Music Japan)
- Sugitetsu Presents hashire! Yumenochōtokkyū gakudan Super Express 50th Anniversary Album (King Records)
- Senjō no uta shin hakkutsu Yoshida Melody (JVC Kenwood / Victor Entertainment)
- Hibi Chazz-K – Happy Sax Hit Express (Pony Canyon)
- Natsumi Abe – Hikari e - Classical & Crossover (Nippon Columbia)
- Eiji Nagata – 58 (Universal Music)
- Tomomi Kahara –  Memories - Kahara Covers, Memories 2 - Kahara All Time Covers (Universal Music)
- Taishirō Masuiyama – Yūko no omise, Fuyuko no blues (Teichiku Entertainment)
- Fuyumi Sakamoto –  Love Songs: Mata kimi ni koishiteru, Love Songs II: Zutto anata ga suki deshita, Aishiteru... Love Songs III, Love Songs IV: Aitakute aitakute (Universal Music)
- Taiji Nakaumra (produttore) – Ryukōka seitan hyaku shūnenkinen album mukashi wa, ima, Le velvets (brano) (SL-Company)

Japan Composer's Association Award
- Yukino Ichikawa
- Kaori Koizai

Achievement Award
- Jun Mayuzumi
- Kazuko Mifune
- Martha Miyake
- Mie Nakao
- Yukiko Ono
- Hiroko Ōgi
- Masayoshi Tsuruoka

Special Achievement Award
- Takaharu Ikeda
- Hiroyuki Nakagawa
- Shin'ichi Nozaki
- Eiichi Ōtaki
- Nobuyuki Sakuraba
- Yōko Yamaguchi

Special Honor Award
- Ken Takakura